# Eduard Zachert
Eduard Zachert (né le 8 mars 1881 à Berlin, mort le 22 juillet 1943 dans la même ville) est un homme politique, résistant allemand au nazisme.

## Biographie
Orphelin à l'âge de huit ans, Eduard Zachert apprend très tôt le métier de maroquinier. À la fin de son service militaire en 1900, il participe à la répression de la révolte des Boxers en Chine. En 1901, il devient facteur et en 1906 entre à la section de Berlin de l'Association de la Verband der Postbeamten. Pendant la Première Guerre mondiale, il est soldat pendant deux ans. En 1918, il s'inscrit à l'USPD. En raison de ses activités politiques, il est emprisonné pendant trois mois en 1920. La même année, il est élu au conseil du district de Berlin-Prenzlauer Berg. En 1922, il rejoint le SPD. De 1923 à 1925, il est membre du conseil municipal de Berlin. De 1924 à 1932, il est membre du Parlement prussien. En outre, il s'implique dans diverses associations de postiers, qui finalement s'unissent pour former la Deutschen Postgewerkschaft. En 1933, Zachert est licencié par la Deutsche Reichspost pour des raisons politiques.
Il rejoint un groupe de résistance composé d'anciens membres du SPD. En juillet 1934, il est arrêté et sévèrement maltraité, mais il est libéré après trois mois. Il travaille ensuite comme agent d'assurance. En octobre 1942, Eduard Zachert écrit à un restaurateur et déconseille à son fils de devenir officier. Le père dénonce Zachert qui est arrêté et condamné à mort le 30 avril 1943 par le Volksgerichtshof pour « Wehrkraftzersetzung » (décomposition de la force militaire). Il est exécuté le 22 juillet 1943 à la prison de Plötzensee.